# The Smuggler
Pour les articles homonymes, voir Smuggler.
The Smuggler est un film américain réalisé par Raoul Walsh, sorti en 1915.

## Fiche technique
- Titre original : The Smuggler
- Réalisation : Raoul Walsh
- Société de production : Majestic Motion Picture Company
- Société de distribution : Mutual Film
- Pays d’origine :  États-Unis
- Langue originale : anglais
- Format : noir et blanc — 35 mm — 1,37:1 — film muet
- Genre : drame
- Durée : une bobine - 300 m
- Date de sortie :
  - États-Unis : 11 mai 1915

## Distribution
- Raoul Walsh : Connors, agent des Services secrets
- Billie West : Betty Sampson
- Ralph Lewis : John Sampson
- John T. Dillon : Wilson